# Bianca Berding
Bianca Berding (* 30. November 1976 in Köln) ist eine deutsche Kunsthistorikerin.

## Leben
Bianca Berding war nach einem Studium der Kunstgeschichte Stipendiatin der Berliner Nachwuchsförderung an der Freien Universität Berlin. Hier promovierte sie zum Thema Der Kunsthandel in Berlin für moderne angewandte Kunst von 1897 bis 1914. Sie war mehrere Jahre auf den Kölner Kunstmessen Art Cologne und Cologne Fine Art & Antiques als Beraterin und Kunstführerin tätig.
Nachdem Berding zwei Jahre in der Redaktion der ZDF-Fernsehsendereihe Bares für Rares tätig war, bewertet sie seit Ende Dezember 2019 in der Sendung als Kunstexpertin Antiquitäten. Ihre Spezialgebiete sind Jugendstil und Art déco. In den ab Mitte Juli 2024 ausgestrahlten fünf Folgen der 3sat-Sendereihe Das Geheimnis der Meister übernahm sie die Moderation und trat als Expertin auf.
Berding lebt und arbeitet in Köln. Sie ist verheiratet und hat eine Tochter (Stand 2012).

## Publikationen
- Der Kunsthandel in Berlin für moderne angewandte Kunst von 1897 bis 1914. Verlag Dr. Hut, München 2012, ISBN 3-8439-0561-4, 576 S.